# 9 Okręgowy Szpital Koni
9 Okręgowy Szpital Koni – jednostka organizacyjna służby weterynaryjnej Wojska Polskiego.

## Historia szpitala
W 1921 roku został utworzony Okręg Korpusu Nr IX. W tym samym czasie zorganizowano Kadrę Okręgowego Szpitala Koni Nr IX. Kadra wchodziła organizacyjnie w skład 9 Dywizjonu Taborów. Komendant kadry podlegał dowódcy dywizjonu. W stosunku do podległego personelu posiadał uprawnienia dyscyplinarne dowódcy samodzielnego batalionu. W sprawach fachowych, rozkazy otrzymywał bezpośrednio od szefa służby weterynaryjnej okręgu korpusu.
Kadra była oddziałem macierzystym dla całego personelu służby weterynaryjnej OK IX. Personel tworzyli oficerowie weterynaryjni, chorążowie weterynaryjni oraz szeregowi weterynaryjni (majstrzy podkuwacze i sanitariusze weterynaryjni).
Zadaniem kadry szpitala było:
- rejestrowanie i prowadzenie ewidencji personelu służby weterynaryjnej,
- fachowe szkolenie szeregowych weterynaryjnych dla wszystkich formacji okręgu korpusu,
- uzupełnianie formacji okręgu korpusu personelem służby weterynaryjnej[3].

W zakresie podkuwania koni kadra prowadziła wyłącznie szkolenie podstawowe. Szkolenie podkuwaczy na majstrów leżało w gestii Centralnej Wojskowej Szkoły Podkowniczej.
Z dniem 1 listopada 1925 roku weszła w życie nowa organizacja służby weterynaryjnej. Dotychczasowa kadra został przemianowana na 9 Okręgowy Szpital Koni. Komendant szpitala podlegał naczelnemu lekarzowi weterynarii Okręgu Korpusu Nr IX. Jednocześnie została utworzona kadra oficerów korpusu służby weterynaryjnej, która stała się oddziałem macierzystym dla wszystkich oficerów tej służby.
W skład szpitala wchodził komendant, drużyna komendanta, oddział szpitalny i oddział szkolny.
W sierpniu 1926 roku szpital został zlikwidowany. Zadania szkolenia szeregowych weterynaryjnych przejęło pięć okręgowych szkół służby weterynaryjnej (nr 1, 3, 5, 6 i 7), a po ich likwidacji w styczniu 1928 roku – Szkoła Podoficerów Zawodowych Służby Weterynaryjnej.

## Kadra
Komendanci
- mjr lek. wet. Zygmunt Zawierucha (1923[10] – 1924 → lekarz weterynarii 8 puł[11])
- ppłk lek. wet. Jerzy Jaszczołd (1924[12] – VIII 1926 → referent naczelnego lekarza weterynarii OK IX[13])

Komendanci Oddziału Szkolnego
- por. lek. wet. Stanisław Ejzert (1 XI 1925[14] – VIII 1926 → lekarz weterynarii 9 pap[13])

Oficerowie
- ppłk lek. wet. Eugeniusz Kruszyński – szef Szefostwa Weterynaryjnego OK IX[15]